# مستنقع توبيكو
مستنقع توبيكو هو منطقة مستنقعات تقع شمال باي سيتي (ميشيغان) في ميشيغا، وهي جزء من منطقة الاستجمام في خليج المدينة.
```
Tصُنّف مستنقع توبيكو معلماً مسجلاً 
معلم طبيعي وطني
 عام 1976 نظراً لحجمه الكبير وحالته المستقرة نسبياً وتنوع الحياة النباتية المائية فيه. يعتبر مستنقع توبيكو أحد أكبر الأراضي الرطبة الساحلية ذات المياه العذبة المتبقية في منطقة البحيرات العظمى، إذ تبلغ مساحة الأراضي والمروج الرطبة ومستنقعات الكاتيل ومروج السافانا البلوطية قرابة 
2,000 أكر (8.1
 
كـم
2
)
.
[
1
]
```

## الموطن
يشمل المستنقع 1,652 أكر (6.69 كـم2)، ويحتوي على ثلاثة موائل متميزة: مساحة مائية واسعة من المياه المفتوحة، منطقة واسعة من المستنقعات، غابة مختلطة من الخشب الصلب.

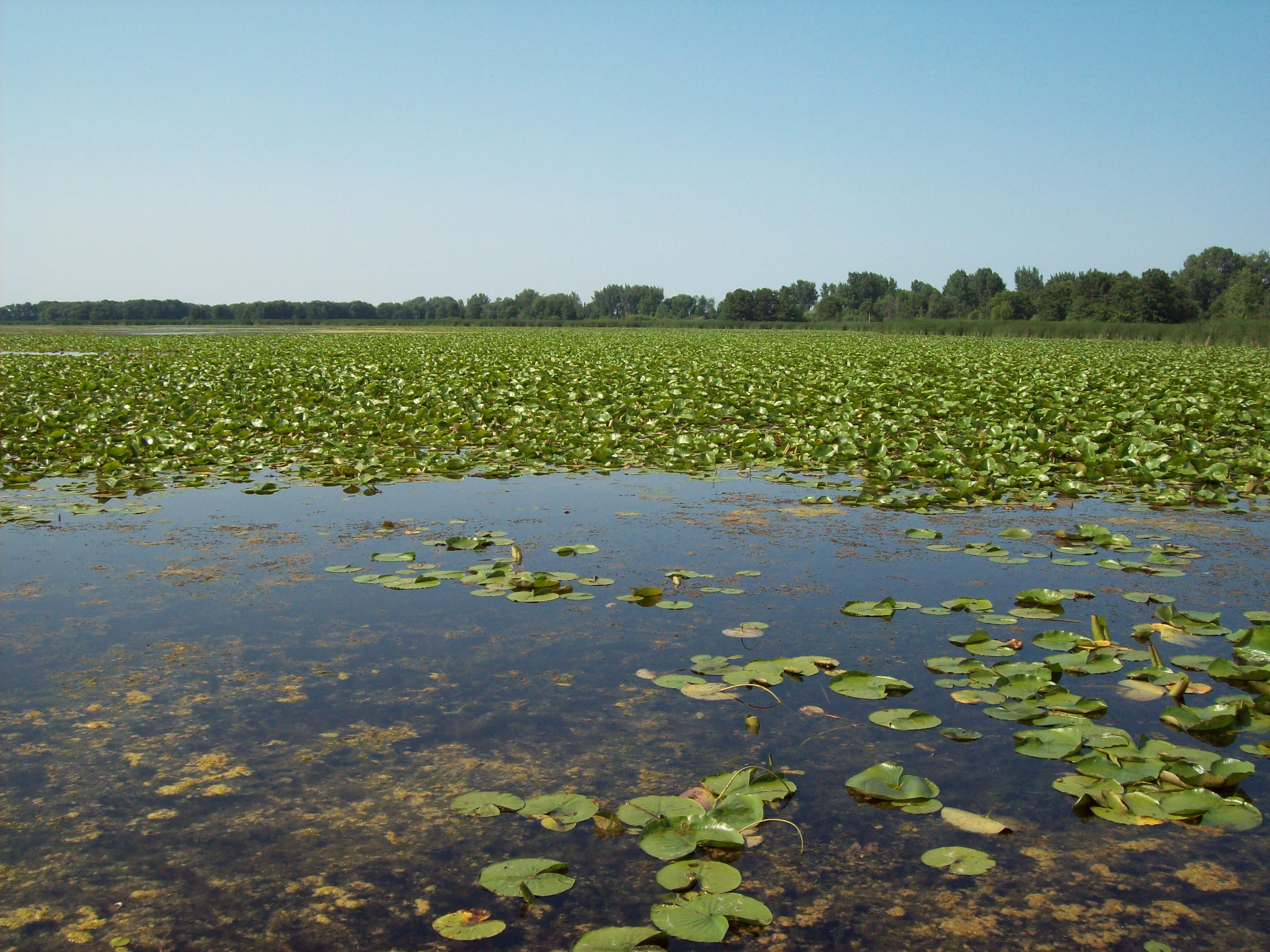

## التاريخ
كانت أول ملكية خاصة لمستنقع توبيكو تابعة لمصلحة قطع الأشجار، بيعت الأرض للعديد من الأفراد الذين شكلوا نادي توبيكو للصيد. عام 1956، أدرك العضوان المتبقيان غاي غاربر وفرانك أندرسون أهمية المنطقة باعتبارها محمية طبيعية. تبرع أندرسون بالأرض لولاية ميتشيغان عام 1957 فأصبح توبيكو محمية حكومية للحياة البرية. في وقت لاحق، حصلت الولاية على الأرض المجاورة وأنشأت منطقة مستنقع توبيكو للألعاب وملجأ للحياة البرية. عام 1995، دمجت منطقة الملجأ والألعاب مع متنزه الخليج المجاور.

## وصلات خارجية
- Bay City State Recreation Area